# Monaster Dealu
Monaster Dealu (rum: Mănăstirea Dealu) – żeński rumuński klasztor prawosławny położony 6 km na północ od Târgoviște, w okręgu Dymbowica. 
Główną drogą dojazdową na ostatnie 2 kilometry do klasztoru jest droga o dużym nachyleniu, która wije się na szczyt wzgórza.
Klasztor jest wpisany na listę obiektów zabytkowych pod numerem DB-II-a-A-17757.